# Trifolium saxatile
Trifolium saxatile är en ärtväxtart som beskrevs av Carlo Allioni. Trifolium saxatile ingår i släktet klövrar, och familjen ärtväxter. IUCN kategoriserar arten globalt som nära hotad. Inga underarter finns listade i Catalogue of Life.

## Bildgalleri

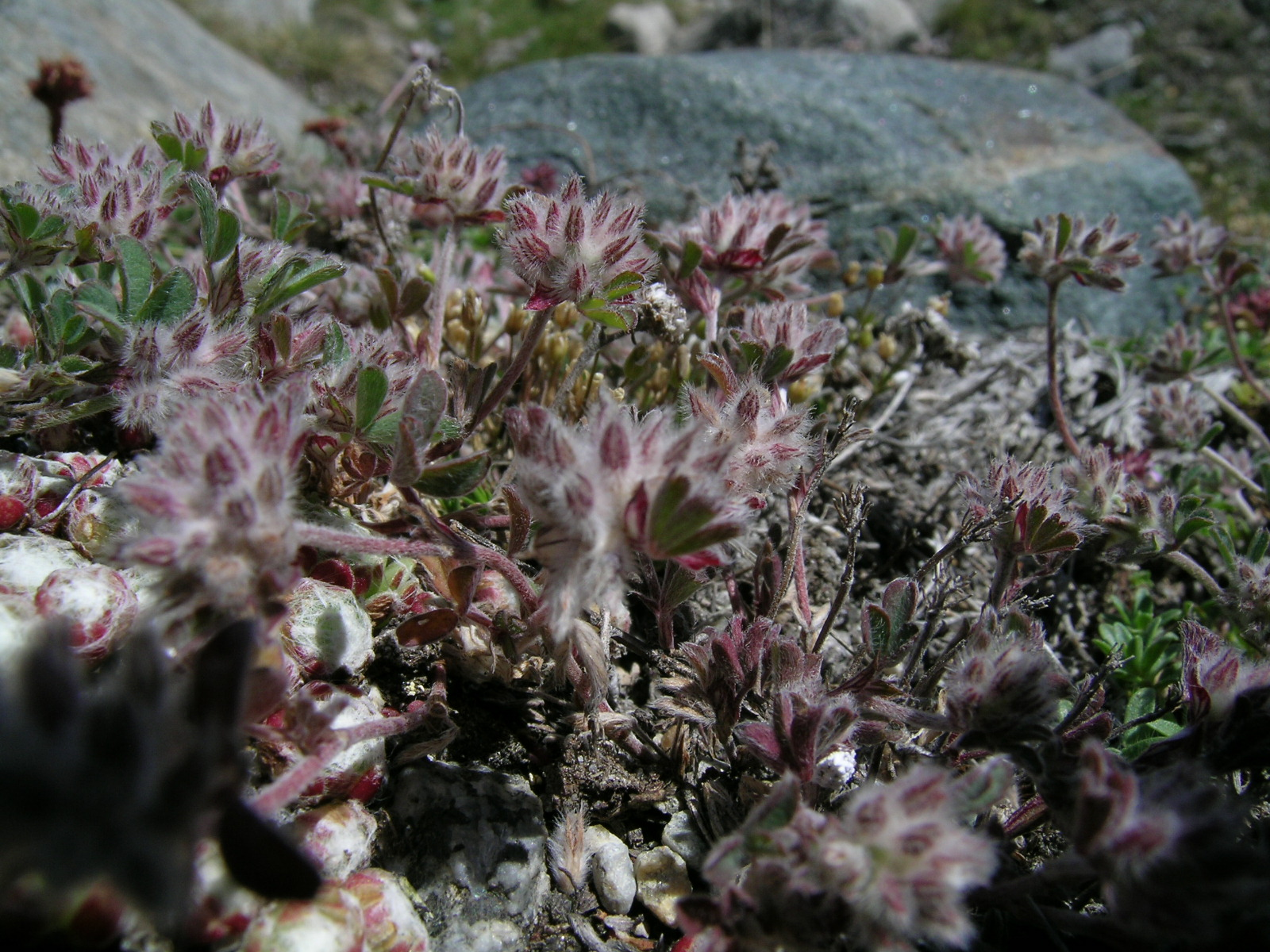
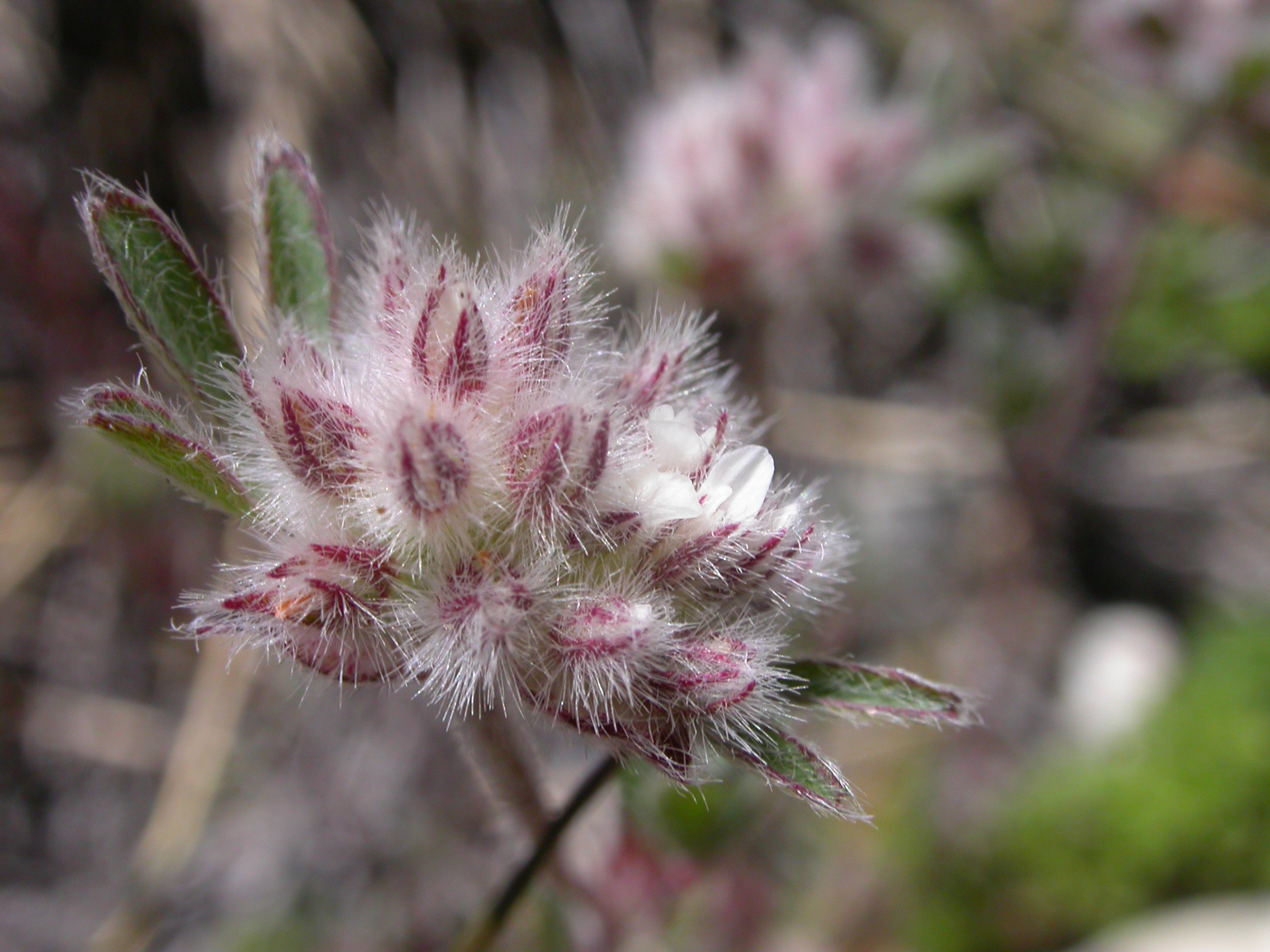
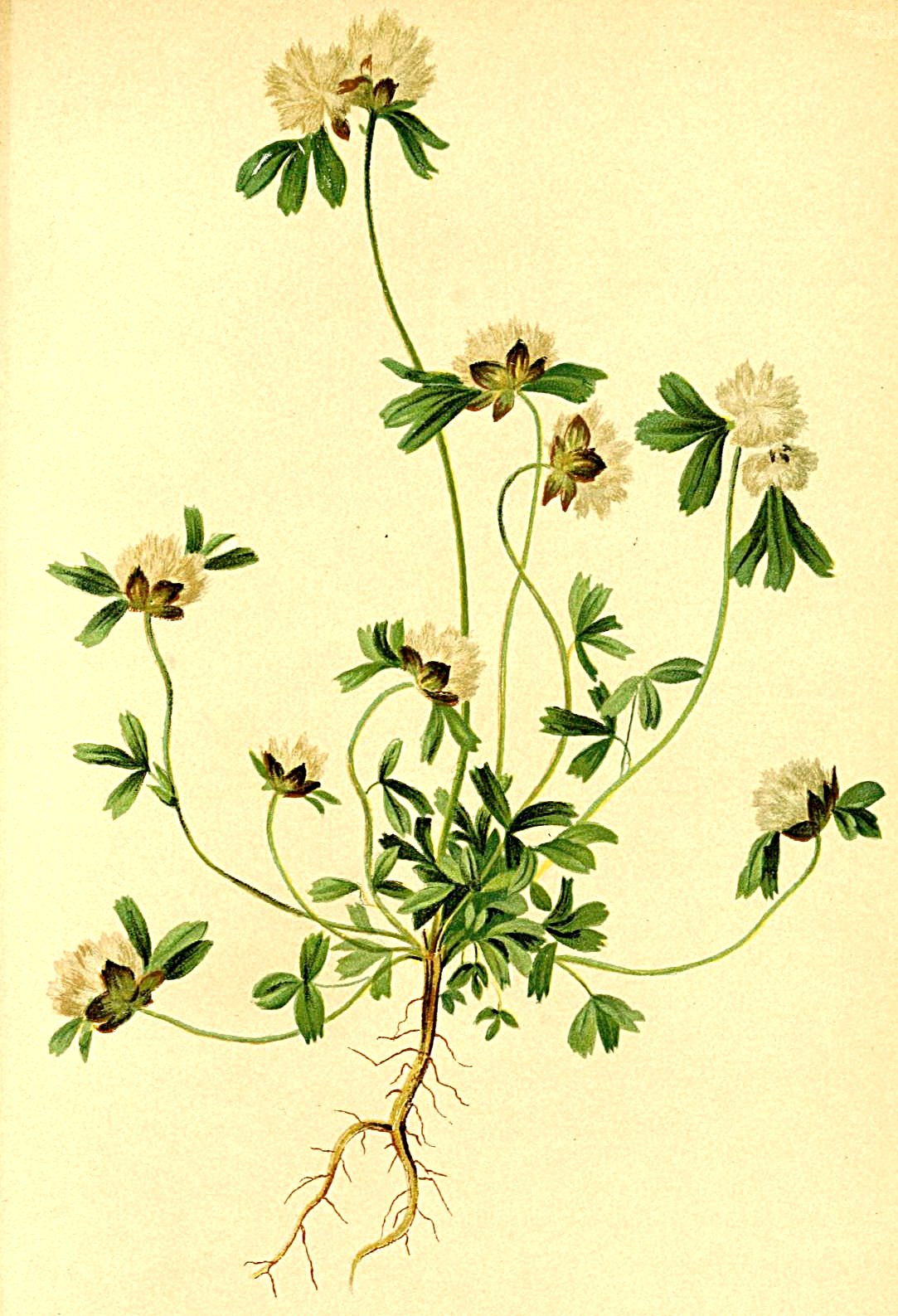